# Avelino Costa
Avelino Costa (Vila Nova de Cerveira, Portugal, 22 de junho de 1934) é um político e empresário brasileiro.
Filho de José Costa e de Maria Mercedes Dantas. Casou com Maria Adelaide Mendes Costa, com quem teve três filhos.
Foi eleito deputado federal nas eleições estaduais em Minas Gerais em 1990, exercendo o mandato de 1991 a 1995.